# Одна нация
«Партия Одна нация» (англ. One Nation Party) (также Одна нация, офиц. Одна нация Полины Хансон — небольшая политическая партия в Австралии. Партия была основана в 1997 году, тогда — членом парламента Полиной Хансон и её советниками — Дэвидом Эттриджем и Дэвидом Олдфилдом, после того как Хансон не была одобрена в качестве федерального кандидата от Либеральной партии. Не одобрена к участию в федеральных выборах 1996 года из-за комментариев, которые она сделала в адрес аборигенов. Хансон была независимым кандидатом в течение одного года до формирования партии.

## Общие сведения
Была основана в 1997 году Полиной Хансон, Дэвидом Олфридом и Дэвидом Эттриджем. На местных выборах в 1997 году партия набрала более чем 22 % голосов и получила 11 из 89 мест в однопалатной Законодательной Палате Квинсленда. В том же году на федеральных выборах «Одна нация» набрала 9 % голосов. Это был наилучший результат партии за всю историю её существования. В следующих выборах партия не смогла приблизиться к своим первоначальным результатам.